# Stavka
La Stavka (Ставка) era el Quarter General Superior de les Forces Armades als darrers temps de la Rússia Imperial i a la Unió Soviètica. A la literatura occidental, sovint s'escriu STAVKA (en majúscules), com si fos un acrònim.

## La Stavka russa durant la I Guerra Mundial
El comandant en cap de l'Exèrcit Rus a inicis de la I Guerra Mundial era el Gran Duc Nicolau Nikolàievitx, un net del tsar Nicolau I. Va ser nomenat en el darrer moment a l'agost de 1914, i no va tenir res a veure en la formulació dels plans militars per dirigir la guerra. Era competent, però no brillant. L'estiu de 1915 el mateix Tsar prengué el comandament personalment.
La Stavka va estar primer situada a Baranovitxi, una ciutat belarussa (llavors polonesa). El 1915, amb l'avanç alemany es desplaçà a Mahiliou.

## La Stavka soviètica durant la II Guerra Mundial
La Stavka de les forces soviètiques durant la Segona Guerra Mundial (l'anomenada Gran Guerra Patriòtica), també anomenada Comandament Principal de les Forces Armades de l'URSS (Stavka Glavnogo Komandovaniya) va ser establerta el 23 de juny de 1941, mitjançant un decret secret signat per Stalin en les seves capacitats de Cap de Govern i Líder del Partit Comunista de la Unió Soviètica. D'acord amb aquest decret, la Stavka estava composta pel Ministre de Defensa Mariscal Timoixenko (com a president), el cap de l'Estat Major General Mariscal Gueorgui Júkov, Stalin, el Ministre d'Exteriors Viatxeslav Mólotov, el Mariscal Voroixílov, el Budionni i el Comissari del Poble de la Marina Almirall Nikolai Kuznetsov.
El mateix decret organitzà a la Stavka la institució de consellers permanents, formada pels camarades Mariscals Kulik, Shaposhnikov, Meretskov, el cap de la Força Aèria Roja Jigarev, Vatutin, Vóronov, Anastàs Mikoian, Làzar Kaganòvitx, el Cap de l'NKVD Lavrenti Béria, Voznesenskiy, Andrei Jdanov, Gueorgui Malenkov i Lev Mekhlis.
Ben poc després, el diputat ministre de defensa Meretskov va ser detingut, acusat amb càrrecs falsos per Béria i Merkulov. Poc després, Meretskov va ser alliberat de la presó i el mateix dia (a inicis de setembre de 1941) va ser cridat pel mateix Stalin.
La Stavka del Comandament Principal va ser reorganitzat en la Stavka del Comandament Suprem (Stavka Verkhovnogo Komandovaniya) el 10 de juliol de 1941. El 8 d'agost de 1941 va tornar a ser reorganitzada com la Stavka del Principal Comandament Suprem (Stavka Verkhovnogo Glavnokomandovaniya).
|           | 23 de juny — 10 juliol de 1941 | 10 juliol de 1941 — 17 de febrer de 1945 | 17 de febrer — 3 d'agost de 1945 |
| --------- | ------------------------------ | ---------------------------------------- | -------------------------------- |
| President | Semion Timoixenko              | Ióssif Stalin                            | Ióssif Stalin                    |
| Membres   | Ióssif Stalin                  | Semion Timoixenko                        | Aleksei Antónov                  |
|           | Gueorgui Júkov                 | Gueorgui Júkov                           | Gueorgui Júkov                   |
|           | Semion Budionni                | Semion Budionni                          | Aleksandr Vassilevski            |
|           | Kliment Voroixílov             | Kliment Voroixílov                       | Nikolai Bulganin                 |
|           | Nikolai Kuznetsov              | Borís Xàpoixnikov                        | Nikolai Kuznetsov                |
|           | Viatxeslav Mólotov             | Viatxeslav Mólotov                       |                                  |